# Путилин, Степан Романович
Степан Романович Путилин (1907, Верхняя Мосоловка, Тамбовская губерния — январь 1975) — навалоотбойщик шахты им. Сталина № 18 (г. Снежное, Донецкая область), бригадир; Герой Социалистического Труда.

## Биография
Родился в селе Верхняя Мосоловка (ныне — центр Верхне-Мосоловского сельского поселения, Усманский район Липецкой области) в крестьянской семье. В 1936 году с семьёй переехал в Донбасс, устроился работать на шахту № 18 им. Сталина, где вскоре стал навалоотбойщиком.
С началом Великой Отечественной войны был призван на фронт; служил стрелком во внутренних войсках НКВД, в пограничном отряде; в 1945 году вступил в ВКП(б); демобилизован в июне 1946 года.
Вернувшись в г. Снежное, продолжал работать на шахте № 18, стал бригадиром. За перевыполнение месячных и годовых норм добычи угля бригада С.Путилина неоднократно награждалась переходящими Красными Знамёнами шахтной, районной и областной профсоюзных организаций.
Задание 5-й пятилетки выполнил за 3 года и 3 месяца. В 1954 году стал инициатором движения навалоотбойщиков-пятитысячников на шахте № 18; в 1955 году взял на себя обязательство «в новом году выполнить еще полторы годовых нормы до конца пятой пятилетки» и обучить «передовым методом труда четырех молодых горняков».
Неоднократно избирался депутатом Снежнянского районного совета депутатов трудящихся.
Умер в январе 1975 года.

## Награды
- Медаль «За победу над Германией в Великой Отечественной войне 1941—1945 гг.»
- медаль «За оборону Киева»
- медаль «20 лет Победы в Великой Отечественной войне 1941—1945 гг.»
- звание «Почётный шахтёр» (приказ № 338 от 3.11.1947)
- звание «Лучший навалоотбойщик Советского Союза»
- медаль «За трудовое отличие»
- медаль «За трудовую доблесть»
- звание Героя Социалистического Труда (1957) — за выдающиеся успехи в деле развития угольной промышленности пятой пятилетки.

## Память
Именем С. Р. Путилина названа улица в городе Снежное Донецкой области в посёлке шахты № 18 (до 1963 года город Новый Донбасс Снежнянского района).